# إسحاق بي. ميتشيل
إسحاق بي. ميتشيل (بالإنجليزية: Isaac B. Mitchell)‏ هو سياسي أمريكي، ولد في 1888، وتوفي في 1977. حزبياً، نشط في الحزب الجمهوري. وقد انتخب عضو مجلس ولاية نيويورك.